# Jeraschahun
Jeraschahun (armeniska: Երասխահուն) är en ort i Armenien. Den ligger i provinsen Armavir, i den västra delen av landet, 28 kilometer väster om huvudstaden Jerevan. Jeraschahun ligger 841 meter över havet och antalet invånare är 1 346.
Terrängen runt Jeraschahun är mycket platt. Runt Jeraschahun är det ganska tätbefolkat, med 214 invånare per kvadratkilometer.. Närmaste större samhälle är Etjmiadzin, 12,4 kilometer nordost om Jeraschahun.
Trakten runt Jeraschahun består till största delen av jordbruksmark.